# Cantón Muisne
Cantón Muisne är en kanton i Ecuador.   Den ligger i provinsen Esmeraldas, i den nordvästra delen av landet, 190 km nordväst om huvudstaden Quito. Antalet invånare är 28 474. Arean är 1,3 kvadratkilometer.
Terrängen i Cantón Muisne är mycket platt.